# Sofie Neldeberg
Sofie Neldeberg Nielsen (født 21. april 1995 i Skive, Danmark) er en kvindelig dansk håndboldspiller som spiller for EH Aalborg i Damehåndboldligaen.